# Тархановка (Московская область)
Тархановка — посёлок в Шатурском муниципальном районе Московской области. Входит в состав городского поселения Шатура. Население — 97 чел. (2010).

## Расположение
Посёлок Тархановка расположен в западной части Шатурского района, расстояние до МКАД порядка 119 км. Высота над уровнем моря 131 м.

## Название
Название происходит от деревни Тархановской, расположенной к северо-западу от посёлка.

## История
В советское время посёлок находился в административном подчинении рабочему посёлку Шатурторф. В 2004 году вошёл в состав Петровского сельского округа.

## Население
| 2006 | 2010 |
| ---- | ---- |
| 52   | ↗97  |